# Gastón Sirino
Gastón Sirino, vollständiger Name Leandro Gastón Sirino, (* 22. Februar 1991 in Montevideo) ist ein uruguayischer Fußballspieler.

## Karriere
Der 1,63 Meter große Mittelfeldakteur Sirino stand zu Beginn seiner Karriere von 2011 bis 2012 in Reihen der Rampla Juniors. Er spielte 2012 neunmal für die Zweite Mannschaft von Unión San Felipe in der Segunda División. Dabei erzielte er zwei Treffer. Seit 2013 läuft er auch für die Erste Mannschaft in Pflichtspielen auf. Bis Saisonende 2013/14 kam er in 44 Partien der Primera B zum Einsatz und traf dreimal ins gegnerische Tor. In der Spielzeit 2014/15 wurde er 29-mal (zwölf Tore) in der chilenischen Primera B eingesetzt. Zudem stehen bei dem Klub 23 absolvierte Begegnungen (zwei Tore) der Copa Chile für ihn zu Buche. Anfang Juli 2015 wechselte er auf Leihbasis zu San Luis de Quillota. Dort lief er 40-mal (sieben Tore) in der Liga und neunmal (drei Tore) in der Copa Chile auf. Anfang Januar 2017 schloss er sich dem Club Bolívar an. Bislang (Stand: 15. Juli 2017) wurde er bei den Bolivianern 21-mal in der Liga eingesetzt und schoss zwölf Tore. Zudem bestritt er drei Partien (kein Tor) der Copa Sudamericana 2017.